# Volvo V40 (2012)
| Sterne im Euro NCAP-Crashtest (2012) |

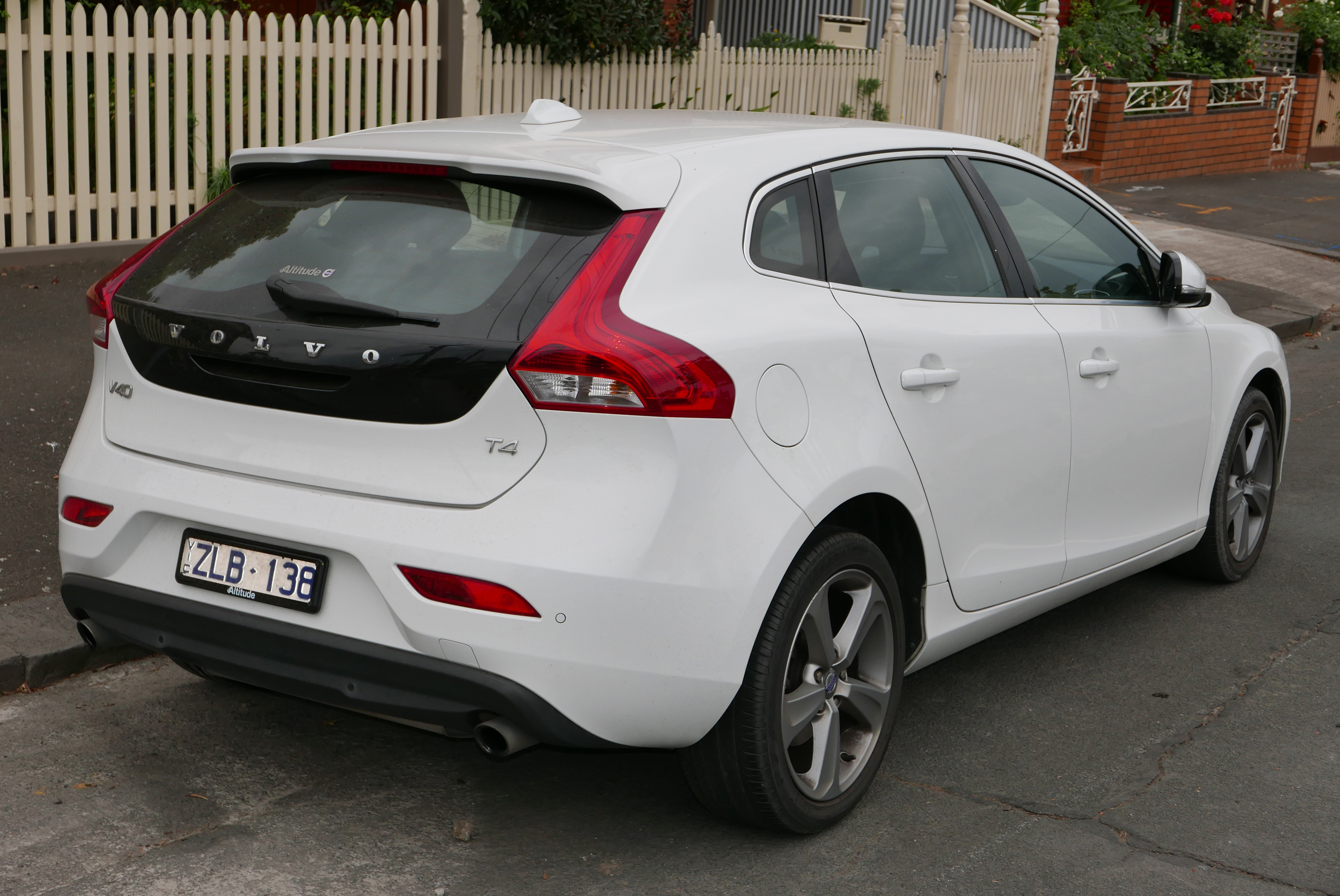
Heckansicht

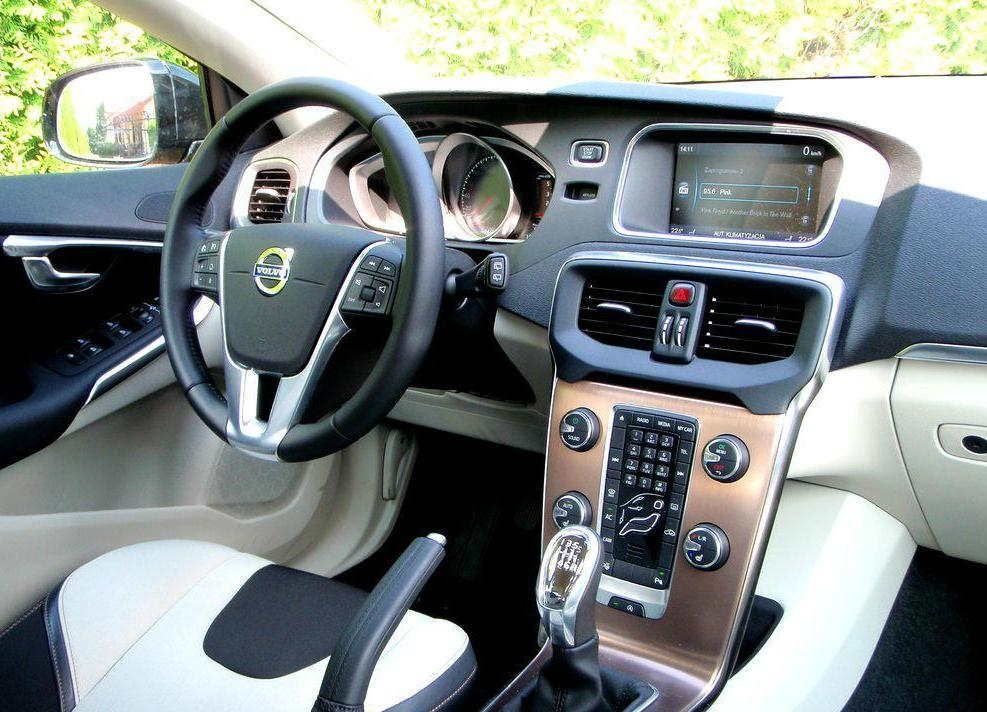
Armaturentafel mit charakteristischer Mittelkonsole

Der Volvo V40 ist ein Pkw-Modell des schwedischen Automobilherstellers Volvo, das auf dem Genfer Auto-Salon 2012 vorgestellt wurde und ab dem 15. September 2012 erhältlich war. Es war eine fünftürige Schräghecklimousine der Kompaktklasse. Als Einstiegsmodell der Marke ersetzte er den S40 und V50, die seit Mai 2012 nicht mehr im Programm waren, und auch den kleineren C30. Seitens des Herstellers fand zur Marktpräsentation von Juli bis August 2012 ein sechswöchiges Ready for you Event auf dem Gelände der Messe Dresden statt, das es ausgewählten Personen ermöglichte, umfangreiche Test- und Slalomfahrten mit mehreren Fahrzeugen dieser Baureihe zu machen.
Im Juli 2019 wurde die Produktion ohne direktes Nachfolgemodell eingestellt.

## Modellbeschreibung
Als letzter neuer Volvo basierte der V40 noch auf einer Plattform von Ford (C1) und teilte sich die Spritzwand mit dem Ford Focus. Die Karosserie wurde von dem US-amerikanischen Designer Chris Benjamin gestaltet; er übernahm an den hinteren Türen die Linie der Türen des Volvo P1800. Volvo bot nur eine Karosserieversion an. Der Innenraum ist vorn durch eine freistehende Mittelkonsole gekennzeichnet.
Anfangs waren die Ausstattungslinien Kinetik, YOU!, Momentum und Summum (wurde mit dem Facelift 2016 durch die Linie Inscription ersetzt) erhältlich, die 2014 durch das Sondermodell Ocean Race ergänzt wurden. Ab Anfang 2013 wurde das Programm um eine Offroad-Version als Volvo V40 Cross Country ergänzt. Ebenfalls zum Jahresanfang 2013 erweiterte der Hersteller seine sportliche Produktlinie R-Design auf den V40.
Der V40 wurde im belgischen Gent gebaut.
Für einige Motorvarianten ist bei Volvo das „Polestar Performance Update“ verfügbar, welches die Software-Drosselung mancher Motoren aufhebt. So ist es z. B. möglich, die Motorvariante D3 (mit 5-Zylinder-Motor) freizuschalten, um somit einen D4 zu erhalten (welcher abgesehen von der Software baugleich ist).

### Technik
Der V40 war mit bis zu vier Diesel- bzw. fünf Benzinmotoren erhältlich. Die Top-Version, ein aufgeladener Fünfzylinder 2,5-Liter-Benzinmotor, leistete 187 kW (254 PS). Die als „GTDi“ (Gasoline Turbocharged Direct injection) bezeichneten 1,5- und 1,6-Liter-Benzinmotoren basieren auf dem Ford EcoBoost, während die 2- und 2,5-Liter-Modelle Volvo-eigene Entwicklungen sind. Der 1,6-Liter-Dieselmotor im D2-Modell stammt von PSA.
Ein Start-Stopp-System sowie ein Bremsen-Energierückgewinnungssystem waren serienmäßig, die Käufer hatten zudem die Wahl zwischen Automatik- und Schaltgetriebe.
Als Besonderheit war der V40 als erstes Fahrzeug überhaupt mit einem Fußgänger-Airbag ausgestattet, der sich bei einer Kollision blitzschnell über das untere Drittel von Windschutzscheibe und A-Säule entfaltet. Gleichzeitig hebt sich automatisch die Motorhaube an, um die Verletzungsgefahr für Fußgänger zu reduzieren. Für den Fahrer gibt es einen Knieairbag. Auch ist jeder V40 serienmäßig mit einem City-Safety-System ausgestattet. Die Lehne des Beifahrersitzes ist (bei manchen Ausstattungen auf Wunsch) umklappbar.
Das Fahrwerk hat einzeln aufgehängte Räder, vorn mit MacPherson-Federbein, hinten an Mehrlenkern. Die Zahnstangenlenkung wird elektromechanisch unterstützt.
Optional war für alle Modelle ein um 10 mm tiefer gelegtes Sportfahrwerk erhältlich.
Die seit 2013 angebotene Offroad-Version V40 Cross Country ist 15 mm höher gelegt. In Verbindung mit den stärkeren Benzinmotoren T4 (optional) und T5 (serienmäßig) ist Allradantrieb erhältlich. Alle anderen Motoren sind nur mit Frontantrieb erhältlich.
Ebenfalls seit 2013 gibt es die sportliche Produktlinie R-Design. Diese Variante trägt einen modifizierten Frontgrill mit senkrecht angeordneten LED-Tagfahrlichtern. Die Heckschürze enthält einen sportlicheren Diffusor mit doppelten Abgasrohren. Zusätzlich hat diese Variante Alu-Außenspiegelkappen, Frontgrill mit schwarzem Klavierlack und R-Design-Logo sowie im Innenraum Details wie blaue Instrumentenbeleuchtung und schwarzen Dachhimmel.

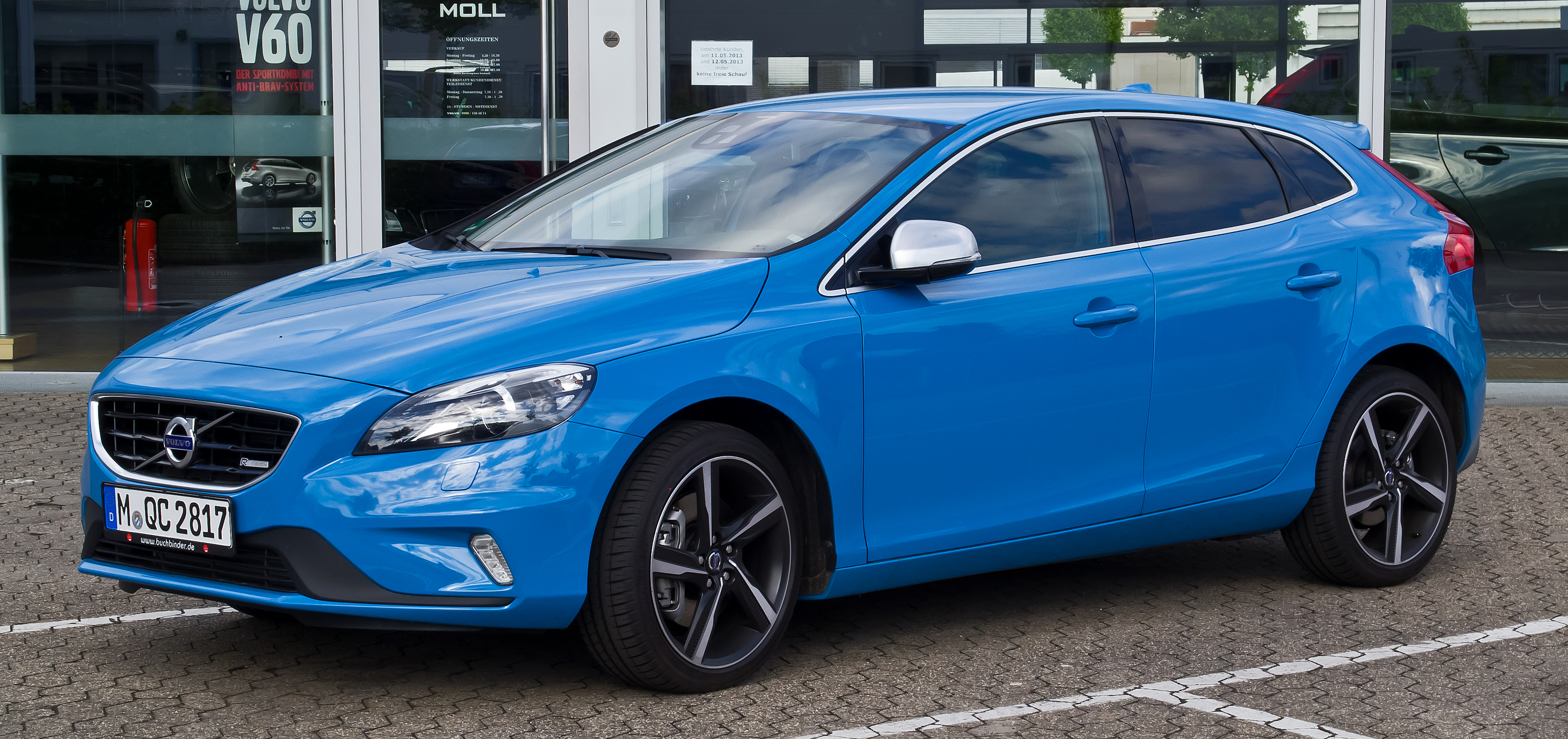
Volvo V40 R-Design (2013–2016)
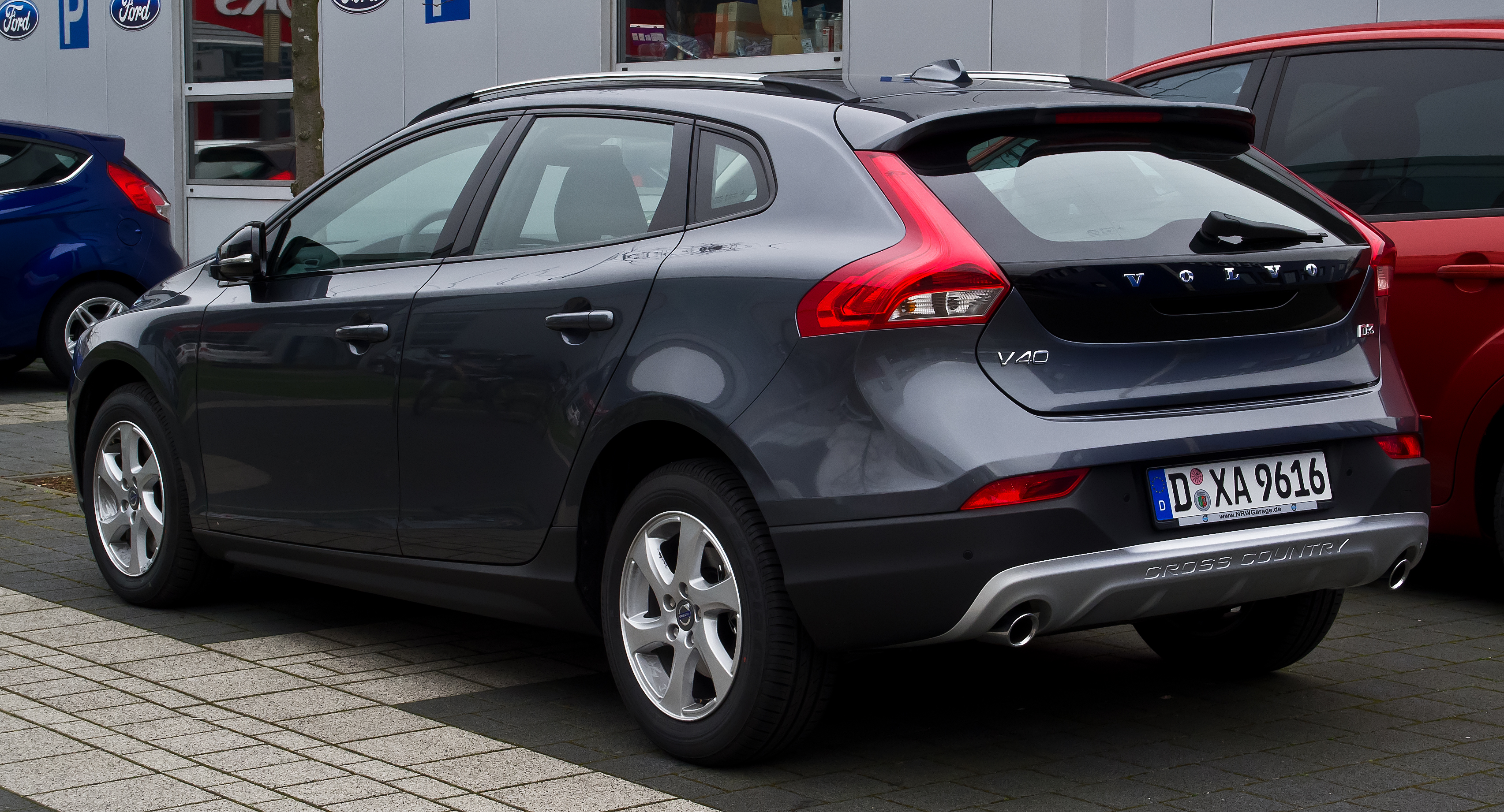
Volvo V40 Cross Country (2013–2016)

### Modellpflege 2016
Auf dem Genfer Auto-Salon 2016 wurde die überarbeitete Version des V40 vorgestellt, die im April 2016 auf den Markt kam. Die Überarbeitung betraf in erster Linie die Frontpartie. Der V40 hat nun neue Scheinwerfer, die das Designthema „Thors Hammer“ aufgreifen, also Tagfahrleuchten in Gestalt eines liegenden Hammers aufweisen. Im Zusammenhang damit wurde die Frontmaske in Details neu gestaltet. Außerdem gibt es geänderte Sitzbezüge. Die Ausstattungsvariante Summum wurde durch Inscription ersetzt.

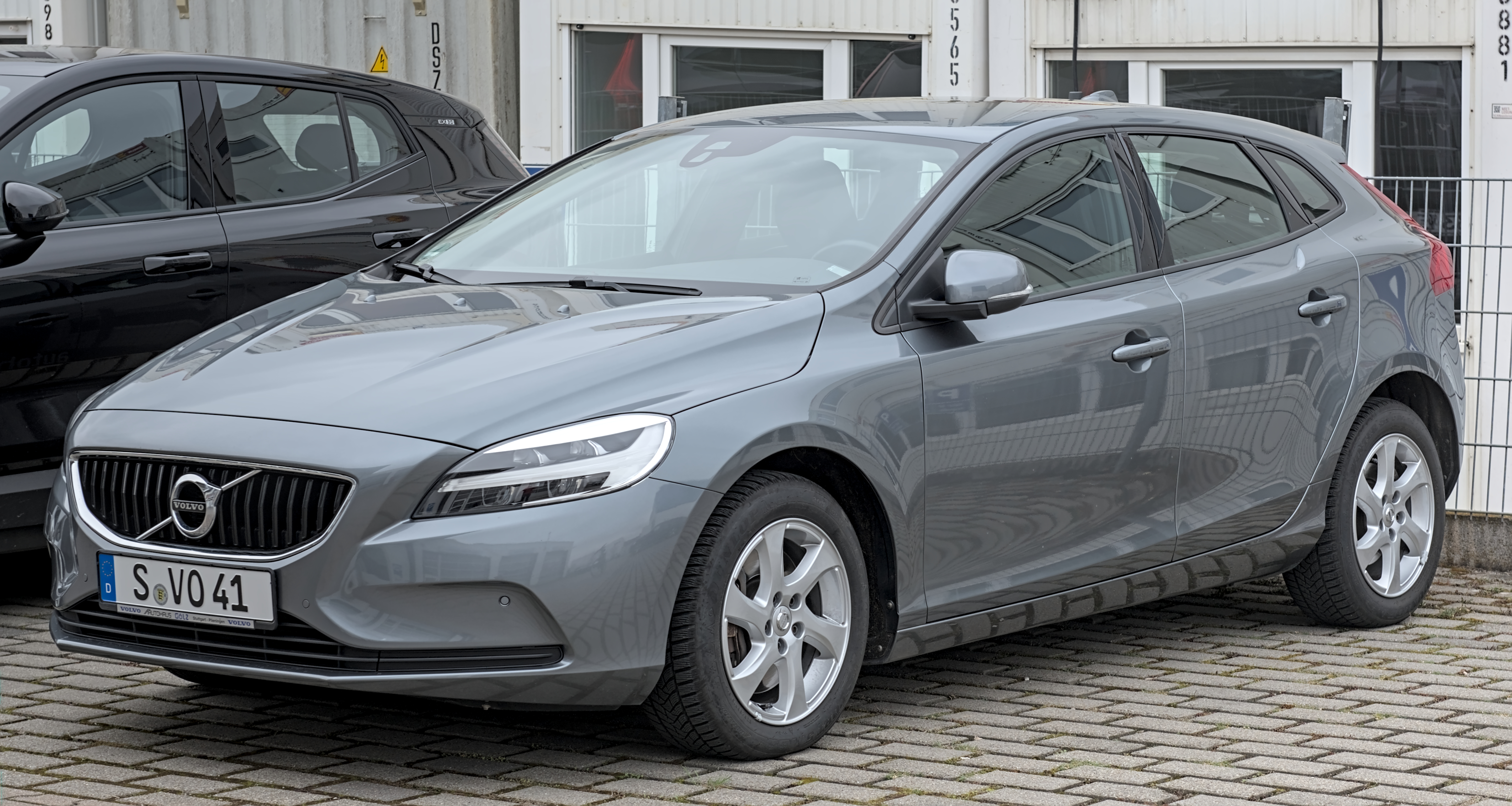
Volvo V40 (2016–2019)
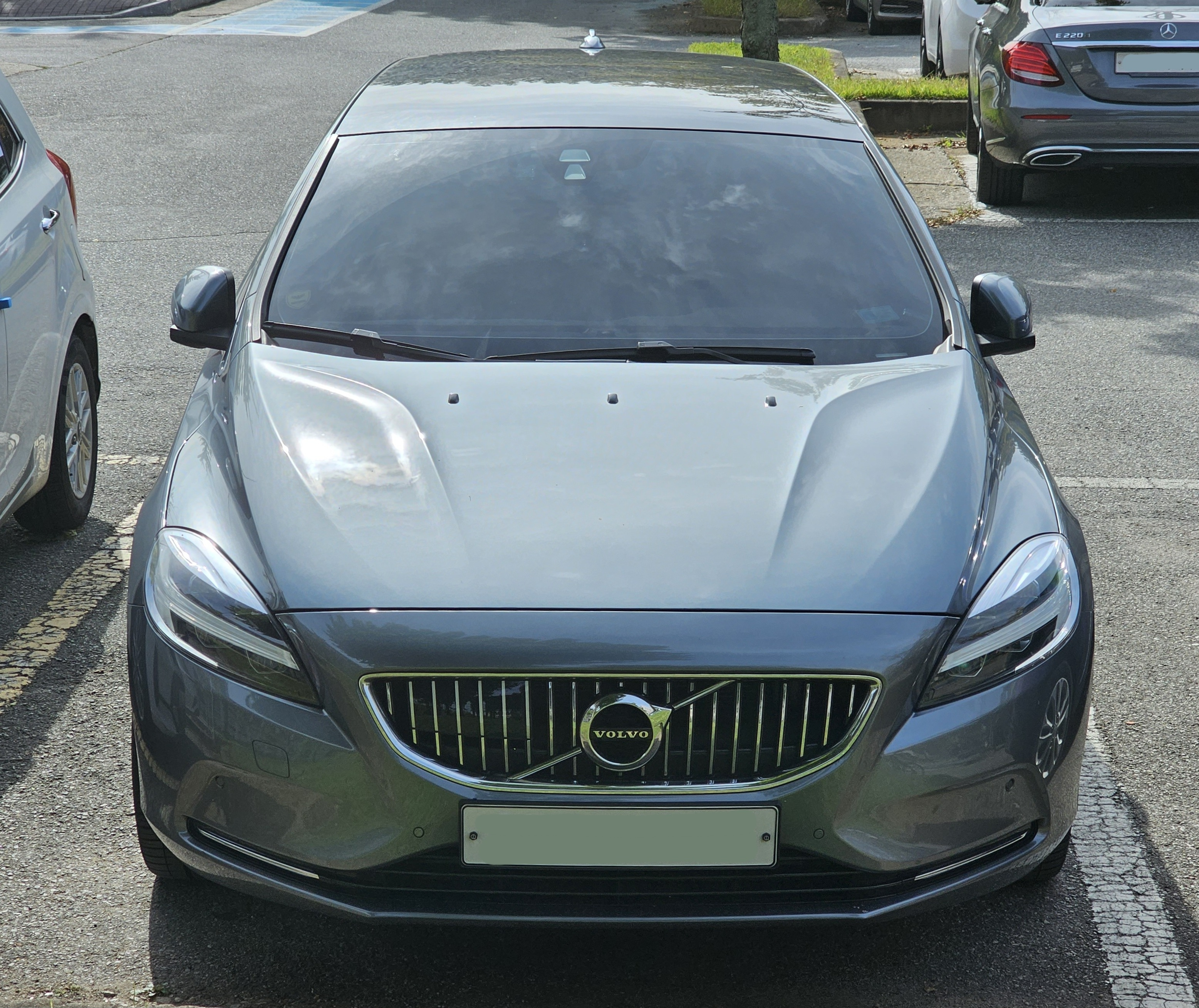
Volvo V40 Inscription (2016–2019)

## Technische Daten

### Ottomotoren
| [ 17 ] [ 18 ]                                                    | T2                                      | T2                                      | T2                                      | T2                                      | T2                                      | T3                                      | T3                                      | T3                                      | T3                                      | T3                                      | T4                                      | T4 2                                    | T4 2                                    | T5 1                                    | T5                                      | T5                                      |
| ---------------------------------------------------------------- | --------------------------------------- | --------------------------------------- | --------------------------------------- | --------------------------------------- | --------------------------------------- | --------------------------------------- | --------------------------------------- | --------------------------------------- | --------------------------------------- | --------------------------------------- | --------------------------------------- | --------------------------------------- | --------------------------------------- | --------------------------------------- | --------------------------------------- | --------------------------------------- |
| Bauzeit                                                          | 05/2013–03/2015                         | 03/2015–03/2018                         | 03/2018–07/2019                         | 03/2015–03/2018                         | 03/2018–07/2019                         | 03/2015–03/2018                         | 03/2018–07/2019                         | 03/2015–03/2018                         | 03/2018–07/2019                         | 05/2012–03/2015                         | 05/2012–03/2015                         | 03/2015–03/2018                         | 01/2013–03/2018                         | 01/2013–03/2018                         | 10/2012–04/2014                         | 04/2014–03/2018                         |
| Motortyp                                                         | Ottomotor                               | Ottomotor                               | Ottomotor                               | Ottomotor                               | Ottomotor                               | Ottomotor                               | Ottomotor                               | Ottomotor                               | Ottomotor                               | Ottomotor                               | Ottomotor                               | Ottomotor                               | Ottomotor                               | Ottomotor                               | Ottomotor                               | Ottomotor                               |
| Motorenbezeichnung                                               | B4164T4                                 | B4154T5                                 | B4154T5                                 | B4204T38                                | B4204T38                                | B4154T4                                 | B4154T2                                 | B4204T37                                |                                         | B4164T3                                 | B4164T                                  | B4202T21                                | B5204T8                                 | B5204T9                                 | B5254T12                                | B4204T11                                |
| Motorbauart                                                      | Vierzylinder-Reihenmotor mit Turbolader | Vierzylinder-Reihenmotor mit Turbolader | Vierzylinder-Reihenmotor mit Turbolader | Vierzylinder-Reihenmotor mit Turbolader | Vierzylinder-Reihenmotor mit Turbolader | Vierzylinder-Reihenmotor mit Turbolader | Vierzylinder-Reihenmotor mit Turbolader | Vierzylinder-Reihenmotor mit Turbolader | Vierzylinder-Reihenmotor mit Turbolader | Vierzylinder-Reihenmotor mit Turbolader | Vierzylinder-Reihenmotor mit Turbolader | Vierzylinder-Reihenmotor mit Turbolader | Fünfzylinder-Reihenmotor mit Turbolader | Fünfzylinder-Reihenmotor mit Turbolader | Fünfzylinder-Reihenmotor mit Turbolader | Vierzylinder-Reihenmotor mit Turbolader |
| Hubraum                                                          | 1596 cm³                                | 1498 cm³                                | 1498 cm³                                | 1969 cm³                                | 1969 cm³                                | 1498 cm³                                | 1498 cm³                                | 1969 cm³                                | 1969 cm³                                | 1596 cm³                                | 1596 cm³                                | 1969 cm³                                | 1984 cm³                                | 1984 cm³                                | 2497 cm³                                | 1969 cm³                                |
| Leistung bei 1/min                                               | 88 kW (120 PS)/ 4500                    | 90 kW (122 PS)/ 5000                    | 90 kW (122 PS)/ 5000                    | 90 kW (122 PS)/ 5000                    | 90 kW (122 PS)/ 5000                    | 112 kW (152 PS)/ 5000                   | 112 kW (152 PS)/ 5000                   | 112 kW (152 PS)/ 5000                   | 112 kW (152 PS)/ 5000                   | 110 kW (150 PS)/ 5700                   | 132 kW (180 PS)/ 5700                   | 140 kW (190 PS)/ 5000                   | 132 kW (180 PS)/ 5000                   | 157 kW (214 PS)/ 6000                   | 187 kW (254 PS)/ 5400                   | 180 kW (245 PS)/ 5500                   |
| Drehmoment bei 1/min                                             | 240 Nm (270 Nm Overboost) bei 1600–3000 | 220 Nm bei 1600–3500                    | 220 Nm bei 1800–3500                    | 220 Nm bei 1100–3500                    | 220 Nm bei 1200–3500                    | 250 Nm bei 1700–4000                    | 250 Nm bei 1800–4000                    | 250 Nm bei 1300–4000                    | 250 Nm bei 1300–4000                    | 240 Nm (270 Nm Overboost) bei 1600–4000 | 240 Nm (270 Nm Overboost) bei 1600–5000 | 320 Nm bei 1500–4000                    | 300 Nm bei 2700–4000                    | 300 Nm bei 2700–5000                    | 360 Nm (400 Nm Overboost) bei 1800–4200 | 350 Nm bei 1500–4800                    |
| Getriebe, serienmäßig                                            | 6-Gang-Schaltgetriebe                   | 6-Gang-Geartronic                       | 6-Gang-Geartronic                       | 6-Gang-Schaltgetriebe                   | 6-Gang-Schaltgetriebe                   | 6-Gang-Geartronic                       | 6-Gang-Geartronic                       | 6-Gang-Schaltgetriebe                   | 6-Gang-Schaltgetriebe                   | 6-Gang-Schaltgetriebe                   | 6-Gang-Schaltgetriebe                   | 8-Gang-Geartronic                       | 6-Gang-Geartronic                       | 6-Gang-Geartronic                       | 6-Gang-Geartronic                       | 8-Gang-Geartronic                       |
| Getriebe, Sonderausstattung                                      | —                                       | —                                       | —                                       | —                                       | —                                       | —                                       | —                                       | —                                       | —                                       | —                                       | 6-Gang-Powershift                       | —                                       | —                                       | —                                       | —                                       | —                                       |
| Antrieb                                                          | Vorderrad                               | Vorderrad                               | Vorderrad                               | Vorderrad                               | Vorderrad                               | Vorderrad                               | Vorderrad                               | Vorderrad                               | Vorderrad                               | Vorderrad                               | Vorderrad                               | Allrad                                  | Vorderrad Allrad 2                      | Vorderrad                               | Vorderrad Allrad 2                      | Vorderrad Allrad 2                      |
| Beschleunigung, 0–100 km/h                                       | 9,9 s                                   | 9,8 s                                   | 9,8 s                                   | 10,4 s                                  | 10,4 s                                  | 8,9 s                                   | 8,3 s                                   | 8,3 s                                   | 8,9 s                                   | 8,8 s                                   | 7,7 [8,5] s                             | 7,4 s                                   | 8,7 s                                   | 7,7 s                                   | 6,1 [6,4] 2 s                           | 6,3 s                                   |
| Höchstgeschwindigkeit                                            | 195 km/h                                | 190 km/h                                | 190 km/h                                | 190 km/h                                | 190 km/h                                | 210 km/h                                | 210 km/h                                | 210 km/h                                | 210 km/h                                | 210 km/h                                | 225 [225] km/h                          | 210 km/h                                | 220 km/h                                | 225 km/h                                | 250 [210] 2 km/h                        | 240 km/h                                |
| Kraftstoffverbrauch (nach EWG-Richtlinie, kombiniert auf 100 km) | 5,3 l                                   | 5,6 l                                   | 5,6 l                                   | 5,5 l                                   | 5,9 l                                   | 5,6 l                                   | 5,7 l                                   | 5,5 l                                   | 6,0 l                                   | 5,3 l                                   | 5,5 [6,1] l                             | 6,4 l                                   | 7,5 l                                   | 7,6 l                                   | 7,8 [8,3] 2 l                           | 5,9 l                                   |
| CO2-Emission (g/km) kombiniert                                   | 124                                     | 127                                     | 129                                     | 129                                     | 137                                     | 127                                     | 132                                     | 129                                     | 139                                     | 124                                     | 129 [143]                               | 149                                     | 174                                     | 178                                     | 182 [194] 2                             | 137                                     |
| Abgasnorm nach EU-Klassifikation                                 | Euro 5                                  | Euro 6                                  | Euro 6d-TEMP                            | Euro 6                                  | Euro 6d-TEMP                            | Euro 6                                  | Euro 6d-TEMP                            | Euro 6                                  | Euro 6d-TEMP                            | Euro 5                                  | Euro 5                                  | Euro 6                                  | Euro 5                                  | Euro 5                                  | Euro 5                                  | Euro 6                                  |

### Dieselmotoren
| [ 19 ] [ 18 ]                                                    | D2                                      | D2                                   | D2                                   | D3                                   | D3                                   | D3                                   | D4                                   | D4                                   |
| ---------------------------------------------------------------- | --------------------------------------- | ------------------------------------ | ------------------------------------ | ------------------------------------ | ------------------------------------ | ------------------------------------ | ------------------------------------ | ------------------------------------ |
| Bauzeit                                                          | 05/2012–04/2015                         | 04/2015–03/2018                      | 03/2018–07/2019                      | 04/2015–03/2018                      | 03/2018–07/2019                      | 05/2012–04/2015                      | 05/2012–04/2014                      | 04/2014–03/2018                      |
| Motortyp                                                         | Dieselmotor                             | Dieselmotor                          | Dieselmotor                          | Dieselmotor                          | Dieselmotor                          | Dieselmotor                          | Dieselmotor                          | Dieselmotor                          |
| Motorenbezeichnung                                               | D4162T                                  | D4204T8                              | D4204T8                              | D4204T9                              | D4204T9                              | D5204T6                              | D5204T4                              | D4204T14                             |
| Motorbauart                                                      | Vierzylinder-Reihen-Turbodieselmotor    | Vierzylinder-Reihen-Turbodieselmotor | Vierzylinder-Reihen-Turbodieselmotor | Vierzylinder-Reihen-Turbodieselmotor | Vierzylinder-Reihen-Turbodieselmotor | Fünfzylinder-Reihen-Turbodieselmotor | Fünfzylinder-Reihen-Turbodieselmotor | Vierzylinder-Reihen-Turbodieselmotor |
| Hubraum                                                          | 1560 cm³                                | 1969 cm³                             | 1969 cm³                             | 1969 cm³                             | 1969 cm³                             | 1984 cm³                             | 1984 cm³                             | 1969 cm³                             |
| Leistung bei 1/min                                               | 84 kW (114 PS)/ 3600                    | 88 kW (120 PS)/ 3750                 | 88 kW (120 PS)/ 3750                 | 110 kW (150 PS)/ 3750                | 110 kW (150 PS)/ 3750                | 110 kW (150 PS)/ 3500                | 130 kW (177 PS)/ 3500                | 140 kW (190 PS)/ 4250                |
| Drehmoment bei 1/min                                             | 270 Nm (285 Nm Overboost) bei 1750–2500 | 280 Nm bei 1500–2250                 | 280 Nm bei 1500–2250                 | 320 Nm bei 1750–3000                 | 320 Nm bei 1750–3000                 | 350 Nm bei 1500–2750                 | 400 Nm bei 1750–2750                 | 400 Nm bei 1750–2500                 |
| Getriebe, serienmäßig                                            | 6-Gang-Schaltgetriebe                   | 6-Gang-Schaltgetriebe                | 6-Gang-Schaltgetriebe                | 6-Gang-Schaltgetriebe                | 6-Gang-Schaltgetriebe                | 6-Gang-Schaltgetriebe                | 6-Gang-Schaltgetriebe                | 6-Gang-Schaltgetriebe                |
| Getriebe, Sonderausstattung                                      | 6-Gang-Powershift                       | 6-Gang-Geartronic                    | 6-Gang-Geartronic                    | 6-Gang-Geartronic                    | 6-Gang-Geartronic                    | 6-Gang-Geartronic                    | 6-Gang-Geartronic                    | 8-Gang-Geartronic                    |
| Antrieb                                                          | Vorderrad                               | Vorderrad                            | Vorderrad                            | Vorderrad                            | Vorderrad                            | Vorderrad                            | Vorderrad                            | Vorderrad                            |
| Beschleunigung, 0–100 km/h                                       | 11,9 [12,1] s                           | 10,5 [10,3] s                        | 10,6 [10,5] s                        | 8,4 [8,4] s                          | 8,6 [8,5] s                          | 9,6 [9,3] s                          | 8,6 [8,3] s                          | 7,4 [7,2] s                          |
| Höchstgeschwindigkeit                                            | 190 [190] km/h                          | 190 [190] km/h                       | 190 [190] km/h                       | 210 [210] km/h                       | 205 [205] km/h                       | 210 [205] km/h                       | 220 [215] km/h                       | 230 [230] km/h                       |
| Kraftstoffverbrauch (nach EWG-Richtlinie, kombiniert auf 100 km) | 3,4 [3,8] l                             | 3,6 [3,8] l                          | 4,6 [4,5] l                          | 3,8 [4,0] l                          | 4,6 [4,5] l                          | 4,3 [5,2] l                          | 4,3 [5,2] l                          | 3,3 [4,0] l                          |
| CO2-Emission (g/km) kombiniert                                   | 88 [102]                                | 94 [99]                              | 122 [118]                            | 99 [104]                             | 121 [118]                            | 114 [136]                            | 114 [136]                            | 85 [106]                             |
| Abgasnorm nach EU-Klassifikation                                 | Euro 5                                  | Euro 6                               | Euro 6d-TEMP                         | Euro 6                               | Euro 6d-TEMP                         | Euro 5                               | Euro 5                               | Euro 6                               |